# نائب عام
النائب العام أو المدعي العام هو رأس الهرم في جهاز النيابة العامة وهي شعبة من شعب القضاء أو السلطة التنفيذية حسب الدولة، وهذا الجهاز بالعادة مكون من محامين عموم ورؤساء نيابة ووكلاء نيابة ومساعدين ومعاونين، وجميعهم يمارسون وظائف تتعلق بتحريك الدعاوي الجزائية وفي بعض الدول المساهمة في التحقيق.

## التسمية
وقد سُميَ نائبًا عامًا أي أنه ينوب نيابة عامة عن المجتمع في تحريك الدعوى الجزائية والادعاء فيها أمام المحكمة المختصة ويوكل في ذلك إلى مجموعة من الأشخاص يسموْن وكلاء النائب العام أو وكلاء النيابة (انظر وكيل النيابة)، إذ لا يملك المجني عليه في الواقعة تحريك الدعوى الجزائية بنفسه عدا الإدعاء مدنيًا أمام القضاء المدني لطلب التعويض المادي أو الأدبي.

### المدعي والنائب
وفقاً للكاتب عبد الأمير العكيلي، الدول المتأثرة بالنظام الإنكليزي، يقال فيها المدّعي العام، وفي الدول المتأثرة بالنظام الفرنسي يقال النائب العام.